# Milton Valenzuela
Milton Nahuel Valenzuela (Rosario, Santa Fe, Argentina, 13 de agosto de 1998) es un futbolista argentino. Juega en la posición de lateral izquierdo en el Club Atlético Independiente, de la Primera División de Argentina.

## Trayectoria

### Newell's Old Boys
Valenzuela nació en la ciudad de Rosario, Argentina, el 13 de agosto de 1998. Realizó las divisiones inferiores en Newell's Old Boys,
debutando en la novena división el 9 de junio de 2012 frente a Deportivo Merlo. Ese año jugó veinte partidos. En 2013 participó de veintiséis encuentros de la octava división y le marcó un gol a Racing de visitante. Para el año siguiente, disputó veintiocho juegos en séptima y marcó tres goles. Y en 2015 jugó veintiún encuentros y marcó tres goles en sexta y en la última parte del año saltó a reserva. Fueron cuatro partidos, frente a Boca Juniors, Nueva Chicago, Lanús y River Plate.
Irrumpió en el primer equipo a los 17 años, debutando en la liga el 6 de febrero de 2016 ante el San Martín de San Juan en una derrota a domicilio por 2-1 en Rosario .  Aunque nunca se convirtió en una característica permanente con el primer equipo después de su avance, Valenzuela hizo 13 apariciones en la liga para el club, junto con 3 apariciones en la copa, durante tres temporadas.  
Debido a su juventud y falta de tiempo de juego, el 26 de enero de 2018, Valenzuela fue enviado a préstamo por un año al Columbus Crew SC de la Major League Soccer , con opción de compra al final del préstamo. Después de una temporada exitosa con Columbus en la MLS , el Crew ejerció su opción de compra al final de la temporada 2018 y Valenzuela terminó su tiempo con el club de su infancia.  

### Colombus Crew
Valenzuela hizo su debut con el Columbus Crew el 3 de marzo de 2018, jugando 90 minutos en la victoria por 2-0 contra el Toronto FC. Marcó su primer gol profesional el 24 de marzo de 2018 en la victoria por 3-1 contra el DC United. En el transcurso de la temporada hizo 30 apariciones con 29 aperturas. Valenzuela fue un éxito inmediato para Columbus y, en el transcurso de la temporada, se convirtió en uno de los mejores defensores ofensivos de la liga. Valenzuela completó 27 centros de la racha de juego, primero entre los defensores de la liga, y estuvo entre los mejores tacleadores de la liga al ganar 57 de 87. Además, el defensor también anotó un gol y produjo seis asistencias.
El 21 de diciembre de 2018, se anunció que la primera temporada inmensamente exitosa de Valenzuela en Columbus había provocado que el equipo ejerciera su opción de compra contratando a Valenzuela de forma permanente antes de la temporada 2019. Sin embargo, a pesar de una pretemporada alentadora, Valenzuela sufrió un desgarro en su A CL durante el entrenamiento y estaría fuera por toda la temporada 2019.
Valenzuela regresó de una lesión para Colón durante la temporada 2020 . Hizo un total de 24 apariciones y formó parte del equipo que ganó la Copa MLS 2020.
Durante la temporada 2021, Valenzuela jugó en solo 14 de los 34 juegos de temporada regular del Crew, lidiando con problemas en los isquiotibiales durante la mayor parte del año. El 28 de abril, Valenzuela anotó su único gol de la temporada contra Monterrey en los cuartos de final de la Liga de Campeones CONCACAF 2021.

## Estadísticas

### Clubes
Actualizado hasta su último partido disputado el 24 de mayo de 2025.
| Club                               | Div.          | Temporada     | Liga  | Liga  | Liga   | Copas nacionales | Copas nacionales | Copas nacionales | Torneos internacionales | Torneos internacionales | Torneos internacionales | Total | Total | Total  |
| Club                               | Div.          | Temporada     | Part. | Goles | Asist. | Part.            | Goles            | Asist.           | Part.                   | Goles                   | Asist.                  | Part. | Goles | Asist. |
| ---------------------------------- | ------------- | ------------- | ----- | ----- | ------ | ---------------- | ---------------- | ---------------- | ----------------------- | ----------------------- | ----------------------- | ----- | ----- | ------ |
| C. A. Newell's Old Boys Argentina  | 1.ª           | 2016          | 1     | 0     | 0      | —                | —                | —                | —                       | —                       | —                       | 1     | 0     | 0      |
| C. A. Newell's Old Boys Argentina  | 1.ª           | 2016-17       | 3     | 0     | 0      | 2                | 0                | 1                | —                       | —                       | —                       | 5     | 0     | 1      |
| C. A. Newell's Old Boys Argentina  | 1.ª           | 2017-18       | 9     | 0     | 0      | —                | —                | —                | —                       | —                       | —                       | 9     | 0     | 0      |
| C. A. Newell's Old Boys Argentina  | Total club    | Total club    | 13    | 0     | 0      | 2                | 0                | 1                | 0                       | 0                       | 0                       | 15    | 0     | 1      |
| Columbus Crew S. C. Estados Unidos | 1.ª           | 2018          | 33    | 1     | 3      | 1                | 0                | 0                | —                       | —                       | —                       | 34    | 1     | 3      |
| Columbus Crew S. C. Estados Unidos | 1.ª           | 2019          | —     | —     | —      | —                | —                | —                | —                       | —                       | —                       | 0     | 0     | 0      |
| Columbus Crew S. C. Estados Unidos | 1.ª           | 2020          | 24    | 0     | 3      | —                | —                | —                | —                       | —                       | —                       | 24    | 0     | 3      |
| Columbus Crew S. C. Estados Unidos | 1.ª           | 2021          | 14    | 0     | 0      | —                | —                | —                | 3                       | 1                       | 0                       | 17    | 1     | 0      |
| Columbus Crew S. C. Estados Unidos | Total club    | Total club    | 71    | 1     | 6      | 1                | 0                | 0                | 3                       | 1                       | 0                       | 75    | 2     | 6      |
| F. C. Lugano · Suiza               | 1.ª           | 2021-22       | 12    | 0     | 1      | 2                | 0                | 0                | —                       | —                       | —                       | 14    | 0     | 1      |
| F. C. Lugano · Suiza               | 1.ª           | 2022-23       | 30    | 2     | 4      | 6                | 0                | 0                | 2                       | 0                       | 0                       | 38    | 2     | 4      |
| F. C. Lugano · Suiza               | 1.ª           | 2023-24       | 18    | 2     | 1      | 3                | 0                | 0                | 2                       | 0                       | 0                       | 23    | 2     | 1      |
| F. C. Lugano · Suiza               | 1.ª           | 2024-25       | 22    | 0     | 4      | 2                | 1                | 0                | 12                      | 1                       | 0                       | 36    | 2     | 4      |
| F. C. Lugano · Suiza               | Total club    | Total club    | 82    | 4     | 10     | 13               | 1                | 0                | 16                      | 1                       | 0                       | 111   | 6     | 10     |
| C. A. Independiente Argentina      | 1.ª           | 2025          | 0     | 0     | 0      | —                | —                | —                | —                       | —                       | —                       | 0     | 0     | 0      |
| C. A. Independiente Argentina      | Total club    | Total club    | 0     | 0     | 0      | 0                | 0                | 0                | 0                       | 0                       | 0                       | 0     | 0     | 0      |
| Total carrera                      | Total carrera | Total carrera | 166   | 5     | 16     | 16               | 1                | 1                | 19                      | 2                       | 0                       | 201   | 8     | 17     |
| 1. 2.                              |               |               |       |       |        |                  |                  |                  |                         |                         |                         |       |       |        |

## Palmarés

### Títulos nacionales
| Título        | Club                | País           | Año  |
| ------------- | ------------------- | -------------- | ---- |
| MLS Cup       | Columbus Crew S. C. | Estados Unidos | 2020 |
| Copa de Suiza | F. C. Lugano        | Suiza          | 2022 |